# Aylostera pulvinosa
Aylostera pulvinosa es una especie de planta suculenta perteneciente al género Aylostera, dentro de la familia Cactaceae. Es endémica de Bolivia y anteriormente se le conocía como Rebutia pulvinosa.

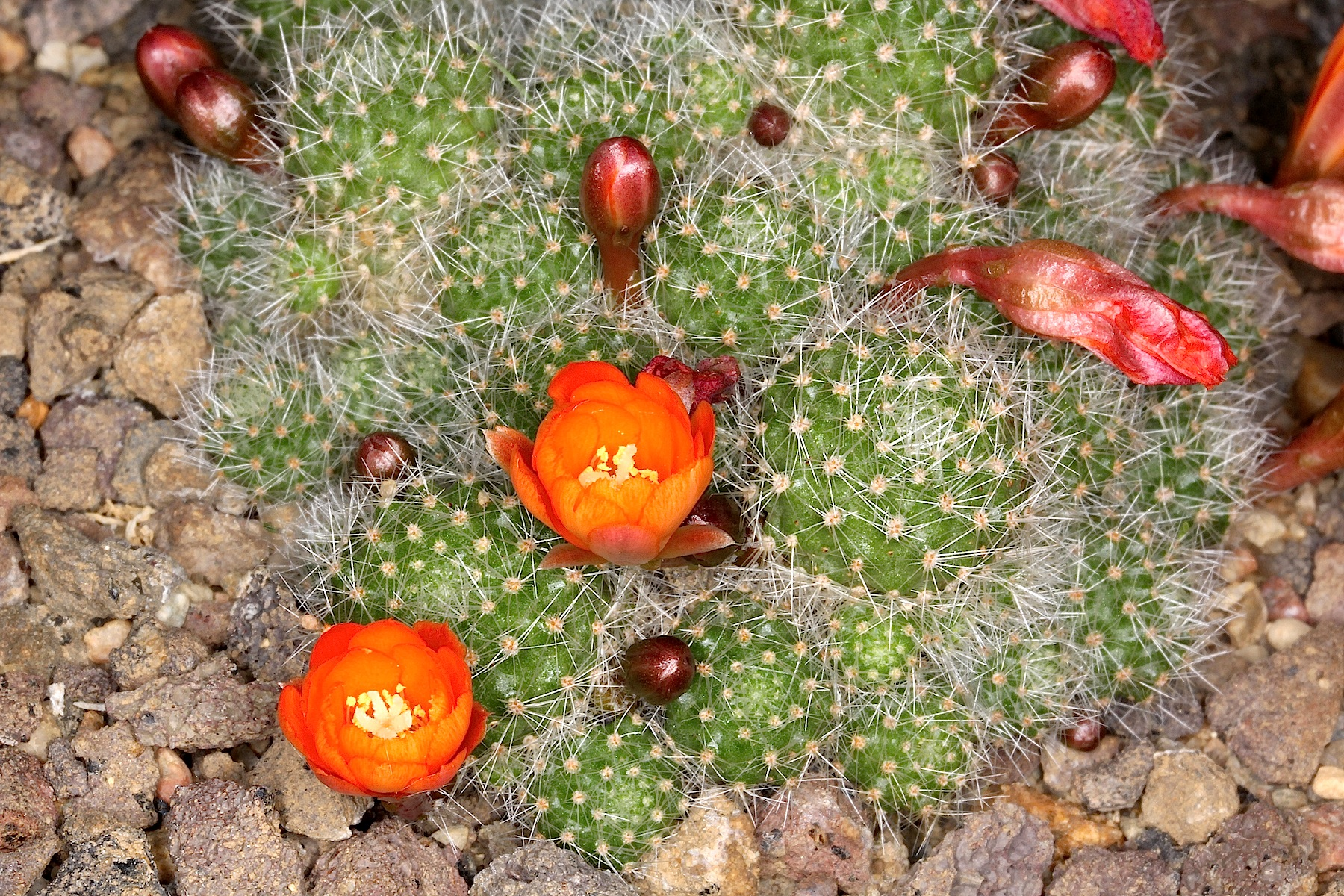
Planta en forma de cojín

## Descripción
Aylostera pulvinosa es una especie de cactus pequeño que crece formando grupos. Sus tallos son esféricos, de color verde claro brillante y alcanzan un diámetro de 3 cm, con las raíces fibrosas. 
Presentan aproximadamente 12 costillas divididas en tubérculos. Las areolas son circulares y tienen hasta seis espinas centrales de color marrón, ligeramente más fuertes que las periféricas y que miden hasta 2 mm de largo. El número de espinas periféricas va de 11 a 22, son de color blanco y miden hasta 3 mm de largo.
Las flores son de color amarillo anaranjado, miden hasta 2 centímetros de largo y alcanzan un diámetro de 1,5 cm. Los frutos son de color rojo verdoso.

## Distribución y hábitat
El área de distribución nativa de esta especie es Bolivia (Tarija) y crece principalmente en biomas desérticos o de matorrales secos.

## Taxonomía
La primera descripción de esta especie fue como Rebutia pulvinosa, publicada en 1963 por los botánicos Friedrich Ritter y Albert Frederik Hendrik Buining en la revista científica Taxon 12: 29.
Más tarde, el botánico alemán Curt Backeberg trasladó la especie al género Aylostera, por lo que pasó a llamarse Aylostera pulvinosa. Registró estos cambios en el libro Descriptiones Cactacearum Novarum 3 de noviembre: 5, publicado en 1963.
Etimología
- Aylostera: nombre genérico formado a partir de las palabras griegas aulos, transliterado irregularmente como aylos, (que significa 'tubo') y stereos (que significa 'sólido'), en alusión al tubo floral sólido que poseen.[5]
- pulvinosa: epíteto específico que deriva de las palabras latinas pulvīnus (que significa 'cojín') y ōsus (que significa 'lleno de'), haciendo referencia al tipo de crecimiento de la especie en forma de cojín.[6]

## Estado de conservación
En la Lista Roja de Especies Amenazadas de la UICN, la especie está clasificada como “Datos Insuficientes (DD)”.

## Usos
Se cultiva principalmente como planta ornamental y su propagación se realiza normalmente a través de hijuelos o semillas.